# Немецкий государственный филармонический оркестр Рейнланд-Пфальца
Немецкий государственный филармонический оркестр Рейнланд-Пфальца (нем. Deutsche Staatsphilharmonie Rheinland-Pfalz) — германский симфонический оркестр. Был основан в 1919 г. в городе Ландау при финансовой и организационной поддержке как Земельный симфонический оркестр Пфальца и Саарланда (нем. Landes-Sinfonie-Orchester für Pfalz und Saarland). Финансовые трудности в самом скором времени привели к прекращению муниципального финансирования, и в качестве частного предприятия оркестр, названный Пфальцским оркестром (нем. Pfalzorchester), обосновался в Людвигсхафене. В 1933 г. оркестр был переименован в Саарско-Пфальцский оркестр (нем. Saarpfalzorchester), в 1941 г. — в Земельный симфонический оркестр Вестмарка (нем. Landessymphonieorchester Westmark). После Второй мировой войны оркестр работал под названием Филармонический оркестр Пфальца (нем. Philharmonisches Orchester der Pfalz), затем ещё несколько раз менял название вплоть до принятия нынешнего в 2009 г.
Первоначальное развитие коллектива и упрочение его репутации были связаны с 18-летним руководством Эрнста Бёэ. В предвоенный период в качестве солистов с оркестром выступали Адольф Буш и Георг Куленкампф, приглашёнными дирижёрами были Герман Абендрот и Рихард Штраус, в 1929 г. оркестр успешно выступал в Берлине. После Второй мировой войны оркестр долгое время находился в тени, пока на рубеже 1970-80-х гг. Кристоф Эшенбах не вернул ему репутацию, значительно развитую затем Лейфом Сегерстамом, под руководством которого Государственный филармонический оркестр Рейнланд-Пфальца стал заметным пропагандистом новой музыки. В 1985 г. домашней площадкой оркестра стала Людвигсхафенская филармония. Также организовывает концерты в Розенгартене (Мангейм).

## Руководители оркестра
- Людвиг Рют (1919—1920)
- Эрнст Бёэ (1920—1938)
- Карл Фридерих (1939—1943)
- Франц Конвичный (1943—1944)
- Хайнц Бонгарц (1944)
- Карл Мария Цвисслер (1946—1947)
- Бернхард Конц (1947—1951)
- Карл Рухт (1951—1957)
- Отмар Суитнер (1957—1960)
- Кристоф Штепп (1960—1978)
- Кристоф Эшенбах (1978—1983)
- Лейф Сегерстам (1983—1990)
- Бернхард Клее (1992—1997)
- Теодор Гушльбауэр (1997—2001)
- Ари Расилайнен (2002—2009)
- Карл-Хайнц Штеффенс (2009—2018)
- Майкл Фрэнсис (с 2019)